# Palindiona magdalensis
Palindiona magdalensis là một loài bướm đêm trong họ Noctuidae.